# Тнейвах
Тнейва́х (рос. Тнейвах) — село у складі Ніколаєвського району Хабаровського краю, Росія. Входить до складу Ореміфського сільського поселення.

## Населення
Населення — 24 особи (2010; 54 у 2002).
Національний склад (станом на 2002 рік):
- нівхи — 57 %
- росіяни — 35 %